# Seznam českých šlechtických rodů, H
Tento seznam obsahuje výčet šlechtických rodů, které byly v minulosti spjaty s Českým královstvím Podmínkou uvedení je držba majetku, která byla v minulosti jedním z hlavních atributů šlechty, případně, zejména u šlechty novodobé, jejich služby ve státní správě na území Českého království či podnikatelské aktivity. Platí rovněž, že u šlechty, která nedržela konkrétní nemovitý majetek, jsou uvedeny celé rody, tj. rodiny, které na daném území žily alespoň po dvě generace, nejsou tudíž zahrnuti a počítáni za domácí šlechtu jednotlivci, kteří zde vykonávali pouze určité funkce (politické, vojenské apod.) po přechodnou či krátkou dobu. Nejsou rovněž zahrnuti církevní hodnostáři z řad šlechty, kteří pocházeli ze šlechtických rodů z jiných zemí.

## H
- Haasové z Haasenfelsu[1]
- Habartičtí z Habartic[2]
- Habsburkové
- Hadové z Proseče[2]
- Hamzové ze Zábědovic[3]
- Hanikýřové ze Semína[2]
- Harantové z Polžic a Bezdružic
- Harbuval-Chamaré[1]
- Hardeggové
- Hármosové de Hihálom[1]
- Harrachové
- Hartigové
- Hasištejnští z Lobkowicz[1]
- Hatzfeldtové[1]
- Haugvicové
- Haugvicové z Biskupic
- Haugvicové z Malé Obiše
- Heidlerové von Heilborn[1]

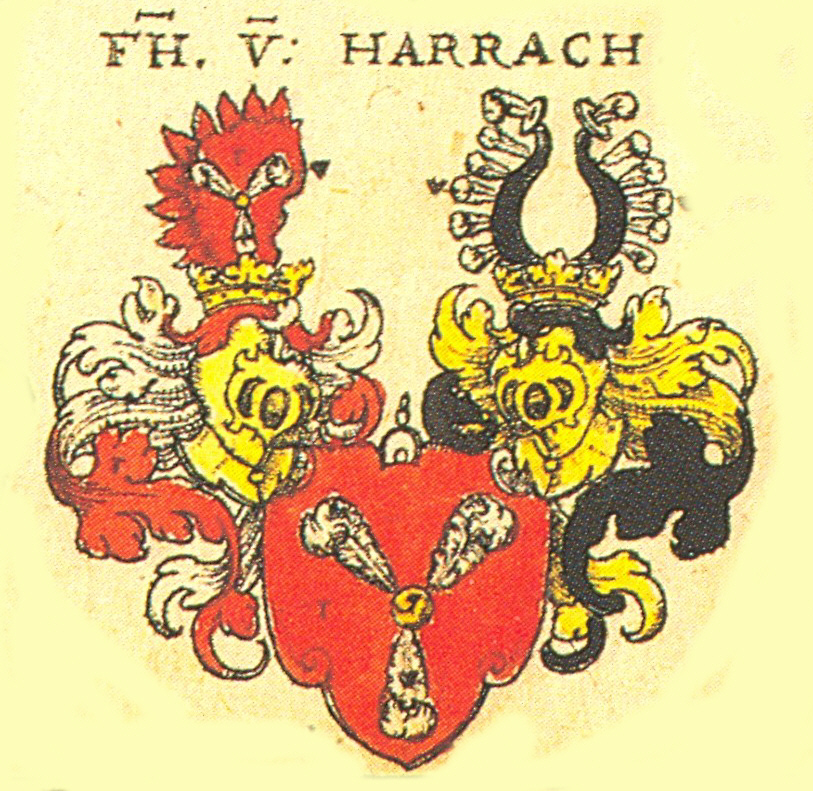
Erb rodu Harrachů. Vyobrazení z erbovníku Johanna Siebmachera.

- Heidlerové von Egeregg und Syrgenstein[1]
- Heintschelové von Heinegg[1]
- Henigarové ze Seeberka
- Hennové von Henneberg-Spiegel[1]
- Hennetové[1]
- Herbersteinové[1]
- von Herites[3]
- z Hertenberka[2]
- Heřmanští ze Sloupna[2]
- Hilbrtové ze Schüttelsbergu[1]
- Hildprandtové z Ottenhausenu[1]
- Hlaváčové z Vojenic
- Hlavsové z Liboslavi
- Hložkové ze Žampachu
- Hodějovští z Hodějova
- Höflerové[1]
- Hogenové ze Švarcpachu
- Hohenbergové
- Hochbergové z Hennersdorfu
- Hochhauzárové z Hochhazu
- Holakovský z Proseče
- z Homberka
- Homutové z Harasova[2]
- Horčičtí z Prostého[2]
- Horčičtí z Tepence[2]
- Horňatečtí z Dobročovic[2]
- Horský z Horskýsfeldu[4]
- Horšičtí z Horšic
- Hořeničtí z Hořenic
- Hořešovcové z Libošína
- Hostačovští z Petrovic[2]
- Houskové ze Zahrádky[2]
- Hrabišici
- Hradištští z Hořovic[2]
- z Hradce
- Hromadové z Boršic
- Hrubí z Jelení
- Hruškové z Března
- Hruškové z Trkova
- Hrušovští z Hrušova[2]
- Hrzánové z Harasova
- Hubáčkové z Kotnova[2]
- Hubrykové z Hennersdorfu[2]
- Hulerové z Orlíka
- Huynové